# Pavlo-Ivanivske, Horodnea
Pavlo-Ivanivske (în ucraineană Павло-Іванівське) este un sat în orașul raional Horodnea din regiunea Cernihiv, Ucraina.

## Demografie
Componența lingvistică a localității Pavlo-Ivanivske
     Ucraineană (54,55%)
     Rusă (45,45%)
Conform recensământului din 2001, majoritatea populației localității Pavlo-Ivanivske era vorbitoare de ucraineană (54,55%), existând în minoritate și vorbitori de rusă (45,45%).